# NGC 4450
NGC 4450 هي مجرة حلزونية تقع في كوكبة الهلبة (كوكبة).

## الخصائص
إن NGC 4450 هو عضو في مجموعة عنقود العذراء المجري مثل مسييه 90 تظهر مجرة حلزونية تقريبا مع عدد قليل من مناطق تشكيل النجوم وهيدروجين محايد قليلا بالمقارنة مع المجرات الحلزونية الأخرى.
تمت القياسات بمساعدة تلسكوب الفضاء هابل يظهر وسط المجرة ثقب أسود هائل.

## وصلات خارجية
- NGC 4450 على موقع ويكي سكاي: DSS2, SDSS, GALEX, IRAS, Hydrogen α, X-Ray, Astrophoto, Sky Map, Articles and images